# Boursault
Boursault ist eine französische Gemeinde mit 407 Einwohnern (Stand 1. Januar 2022) im Département Marne in der Region Grand Est (vor 2016: Champagne-Ardenne); sie gehört zum Arrondissement Épernay und zum Kanton Dormans-Paysages de Champagne.

## Geografie
Die Gemeinde Boursault liegt an der Marne, acht Kilometer westlich von Épernay und etwa 25 Kilometer südwestlich von Reims.
Nachbargemeinden von Boursault sind Venteuil im Norden, Damery im Nordosten, Vauciennes im Osten, Épernay im Südosten, Saint-Martin-d’Ablois im Süden, Œuilly im Westen und Reuil im Nordwesten.

## Bevölkerungsentwicklung
| Jahr      | 1962 | 1968 | 1975 | 1982 | 1990 | 1999 | 2007 | 2018 |
| Einwohner | 474  | 459  | 466  | 488  | 462  | 500  | 465  | 446  |

## Sehenswürdigkeiten
- Schloss Boursault der Barbe-Nicole Clicquot-Ponsardin (Veuve Clicquot)
- Pont des Roches (2. Hälfte 19. Jahrhundert)

## Persönlichkeiten
- Barbe-Nicole Clicquot-Ponsardin (Veuve Clicquot, 1777–1866)
- Clementine Clicquot, deren Tochter ⚭ Louis Marie Joseph, comte de Chevigné (1793–1876), Dichter und Erzähler
- Marie-Clémentine de Chevigné (1818–1877), deren Tochter; ⚭ Louis de Rochechouart de Mortemart (1809–1873), comte de Mortemart
- Anne de Rochechouart de Mortemart (1847–1933), dessen Tochter ⚭ Emmanuel de Crussol d’Uzès (1840–1878), 1842 Duc de Crussol, 1872 12. Duc d’Uzès

## Gemeindepartnerschaft
- Essenheim (Rheinland-Pfalz)